# Hodenc-en-Bray
Hodenc-en-Bray település Franciaországban, Oise megyében. Lakosainak száma 484 fő (2022. január 1.). Hodenc-en-Bray Blacourt, Glatigny, Lachapelle-aux-Pots, Lhéraule, Pierrefitte-en-Beauvaisis, Savignies és Villembray községekkel határos.

## Népesség
A település népességének változása:
| Lakosok száma | 497  | 494  | 502  | 490  | 493  | 496  | 492  | 488  | 484  |
|               | 2013 | 2015 | 2016 | 2017 | 2018 | 2019 | 2020 | 2021 | 2022 |